# Schleimer Mühle
Die Schleimer Mühle oder auch Historische Wassermühle Schleimer ist eine Wassermühle im Stadtteil Niedersfeld von Winterberg im Hochsauerlandkreis, Nordrhein-Westfalen (Deutschland).

## Geographie
Die Wassermühle hat ihren Standort in der Mühlenstraße im Zentrum der Ortschaft Niedersfeld. Die knapp 7 Kilometer entfernt entspringende Ruhr sowie der Hillebach, der südöstlich verlaufende Zufluss der Ruhr, speisen den zur Mühle gehörenden 1,5 Kilometer langen Mühlengraben zu gleichen Teilen. Ruhr, Hille und Mühlengraben fließen an der Mühle zusammen.

## Geschichte
Erstmals wurde die Mühle im Jahr 1332 erwähnt. Sie gilt aufgrund ihrer Lage als erste Mühle an der Ruhr.
1565 wurde in der sogenannten Türkensteuerliste ein Möller geführt, der einen halben Goldgulden als Steuer entrichtete. 1584 taucht die Mühle in Urkunden des westfälisch-waldeckschen Adelsgeschlechts Gaugreben auf. 1738 wurde im Sterberegister der Kirchenbücher des Dorfes der Name Johannes Cramer erwähnt, der die Mühle bis zu diesem Tod als Erbleihmühle der von Gaugrebens führte. Anschließend übernahm sein Sohn Casper Cramer und später dessen Sohn Heinrich Cramer die Mühle. Letztgenannter wurde auch in Nachweisen aus dem Jahr 1821 als gewerbetreibender Müller der Gemeinde Niedersfeld benannt. Nach seinem Tod und dem seiner Ehefrau wurde die Erbleihmühle samt ihren Ländereien an Verwandte übergeben und von ihnen weiterbetrieben. Anschließend fiel die Mühle und ihre Ländereien der Kapellengemeinde Niedersfeld zu.
1882 kaufte Josef Richard aus Hanxleden die Mühle mit Hof und Garten zu einem Preis von 10.500 Goldgulden. Dessen einzige Tochter ehelichte 1890 Heinrich Hankeln sen., der die Mühle von Richard übernahm und im Jahr 1935 seinem Sohn Heinrich Hankeln jun. übergab. 1973 übernahm Adolf Schleimer die Mühle. Dieser wiederum übergab sie seinem Sohn, dem heutigen Müller Werner Schleimer, der sie gemeinsam mit seiner Ehefrau Rita leitet.

## Aufbau und Arbeitsablauf

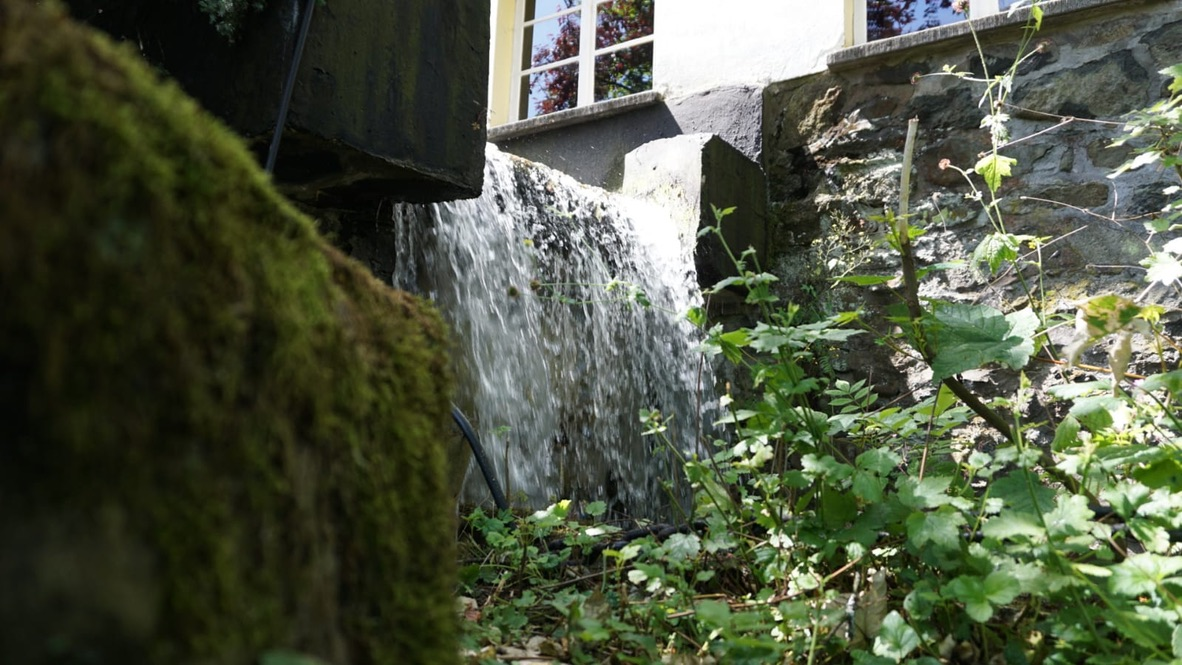
Mühlengraben der Schleimer Mühle

Die Mühle wird mit Wasserkraft angetrieben. Hierzu wurde im Jahr 1332 ein 1,5 Kilometer langer Graben, der heutige Mühlengraben, angelegt. Im Jahr 1934 wurde eine 27 PS starke Turbine aus Gusseisen an Stelle des Wasserrads eingebaut. Die durch die Turbine entstehende Bewegungsenergie wird an einen Generator weitergeleitet, der sie in elektrische Energie umwandelt, wodurch die 1,5-Tonnen-Rüttelmaschine angetrieben wird.
Das Getreide wird von Bauern der Region zur Mühle geliefert, in einer Anlage getrocknet und mit Elevatoren mittels Wasserkraft in Silos befördert. Anschließend wird das Korn gereinigt, geschält und mit Hilfe von Walzenstühlen und eines Sichters aus den 1920er Jahren zu Mehl gemahlen. Die Mühle ist Mahlmühle und war früher zusätzlich Ölmühle. In der Vergangenheit wurde auch Malz für kleinere Bierbrauereien in der Region gemahlen.

## Heutige Nutzung
Die Mühle ist heute noch in Betrieb und wird betrieben wie in der Vergangenheit. In einem angeschlossenen Ladenlokal werden Mühlenprodukte sowie Getreide, Futter, Düngemittel, Heizöl und Getränke verkauft. Zusätzlich ist die Mühle ein Museum mit Führungen durch die Inhaber. Sie ist ein regional bekanntes Ausflugsziel im Hochsauerland und eine Sehenswürdigkeit am Rande des Ruhrtalradwegs.